# Wladimir Bonew
Wladimir Bonew, vollständig Wladimir Bonew Amidshin (bulgarisch Владимир Бонев; * 3. November 1917 in Gorno Uino; † 20. April 1990 in Sofia) war ein bulgarischer Politiker.

## Leben
Bonew trat 1935 der Bulgarischen Kommunistischen Partei (BKP) bei. Wegen seiner politischen Tätigkeit wurde er verhaftet und 1943/44 in einem Konzentrationslager inhaftiert. Von Juni bis September 1944 war er Führer einer Kampfeinheit in Sofia.
Ab 1962 gehörte er dem Zentralkomitee der Bulgarischen Kommunistischen Partei an und war von 1972 bis 1981 Vorsitzender der Bulgarischen Volksversammlung.
Er wurde als Held der sozialistischen Arbeit und mit dem Dimitroffpreis ausgezeichnet.